# Прикаспійська синекліза
Прикаспійська синекліза розташована у південно-східній частині Російської плити велика негативна структура першого порядку, успадкувала загальний структурний план, морфологію і знак тектонічних рухів з палеозою. На півночі зчленовується з Волго-Уральською антеклізою, із заходу обмежується Волгоградським розломом. У її межах широко розвинені солянокупольні структури і диз'юнктивні порушення.

## Узені-Ічкінський мегавал
Розташований у внутрішній прибортовій зоні Прикаспійської синеклізи. Основну роль в його структурному становленні грає соляна тектоніка. Інтенсивний рух, випробуваний їм на новітньому етапі знайшли віддзеркалення в значному збільшенні амплітуди рухів, що сягає в межах окремого соляно - купольних структур 900 і більше метрів, і в утворенні розривних порушень, що ускладнюють майже всі новітні структурні форми.  
В межах Російської плити, на території Середнього і Нижнього Поволжя, виділені неотектонічні структури другого порядку, що розділяють Волго-Уральську, Воронезьку антеклізи і Прикаспійську синеклізу. До них належать Ломовсько-Цимлянський мегапрогиб і Доно-Медведицький мегавал.

## Ломовсько-Цимлянський мегапрогин
Протягується з півночі на південь на відстань 500 км, досягаючи ширини 90 км. Виразно фіксується по зменшенню амплітуди рухів до +200... +300 м і зростанню потужності неоген-четвертинних відкладень до +80... +100 м. Формування мегапрогибу пов'язане з проявом інтенсивних тектонічних рухів, які зазнали в олігоцені суміжні з ним структурні елементи південного сходу платформи. Ульяновсько-Саратовська синекліза на новітньому етапі була залучена Волго-Уральською антеклізою в загальне здіймання. Західна частина синеклізи збіглася із зоною Ломовсько-Цимлянського мегапрогиба. В межах мегапрогиба виділені структури третього порядку: Аркадакська, Терсинська і Михайлівська депресії. На ряду ділянок він ускладнений новітніми розривними порушеннями, які знаходять віддзеркалення в сучасному розрізі.

## Доно-Медведицький мегавал
Розташований в центральній частині Волгоградського правобережжя. Найбільш підведеним ділянкам приурочені виходи на поверхню відкладень кам'яновугільного і юрського віку. Амплітуда рухів в межах мегавала змінюється від +175 до +850 м. Він сформувався тектонічними рухами новітнього етапу і є по відношенню до стародавнішої структури новоутворенням. На ряду ділянок мегавал ускладнений розривними порушеннями, орієнтованими паралельно простяганню новітніх структур. Формування мегавалу почалося в пізньому олігоцені. В межах Доно-Медведицького мегавалу виділяють структури третього порядку: Жирновсько-Іловлінський, Чухонастас'євсько-Ліповський, Арчидинсько-Донський вали і Ольховська депресія. Зовнішні круті крила валоподібних височин утворюють флексури, обмежуючи мегавал із заходу, з боку Ломовсько-Цимлянського прогину і зі сходу, на межі його з Прикаспійською синеклізою

## Ресурси Інтернету
- Прикаспійська синекліза у Енциклопедії Геологія СРСР [Архівовано 4 березня 2016 у Wayback Machine.]